# Adrian Holmes
Adrian Holmes (Wrexham, 31 de março de 1974), é um ator e dublador canadense. Conhecido por participação em várias séries e filmes de sucesso como: True Justice, Elysium, Arrow entre outros.